# Las Vegas' Grand Prix 2023
Las Vegas' Grand Prix 2023 (officielt navn: Formula 1 Heineken Silver Las Vegas Grand Prix 2023) var et Formel 1-løb, som blev kørt den 18. november 2023 på Las Vegas Strip Circuit i Las Vegas, Nevada, USA. Det var det enogtyvende løb i Formel 1-sæsonen 2023.

## Kvalifikation
| Pos.               | Nr. | Kører             | Konstruktør                  | Del 1    | Del 2    | Del 3    | Grid |
| ------------------ | --- | ----------------- | ---------------------------- | -------- | -------- | -------- | ---- |
| 1                  | 16  | Charles Leclerc   | Ferrari                      | 1.33,617 | 1.32,775 | 1.32,726 | 1    |
| 2                  | 55  | Carlos Sainz, Jr. | Ferrari                      | 1.33,851 | 1.33,338 | 1.32,770 | 121  |
| 3                  | 1   | Max Verstappen    | Red Bull Racing-Honda RBPT   | 1.34,190 | 1.33,572 | 1.33,104 | 2    |
| 4                  | 63  | George Russell    | Mercedes                     | 1.34,137 | 1.33,351 | 1.33,112 | 3    |
| 5                  | 10  | Pierre Gasly      | Alpine-Renault               | 1.34,272 | 1.33,494 | 1.33,239 | 4    |
| 6                  | 23  | Alexander Albon   | Williams-Mercedes            | 1.34,634 | 1.33,588 | 1.33,323 | 5    |
| 7                  | 2   | Logan Sargeant    | Williams-Mercedes            | 1.34,525 | 1.33,733 | 1.33,513 | 6    |
| 8                  | 77  | Valtteri Bottas   | Alfa Romeo-Ferrari           | 1.34,305 | 1.33,809 | 1.33,525 | 7    |
| 9                  | 20  | Kevin Magnussen   | Haas-Ferrari                 | 1.34,337 | 1.33,664 | 1.33,537 | 8    |
| 10                 | 14  | Fernando Alonso   | Aston Martin Aramco-Mercedes | 1.34,422 | 1.33,617 | 1.33,555 | 9    |
| 11                 | 44  | Lewis Hamilton    | Mercedes                     | 1.34,307 | 1.33,837 | N/A      | 10   |
| 12                 | 11  | Sergio Pérez      | Red Bull Racing-Honda RBPT   | 1.34,574 | 1.33,855 | N/A      | 11   |
| 13                 | 27  | Nico Hülkenberg   | Haas-Ferrari                 | 1.34,265 | 1.33,979 | N/A      | 13   |
| 14                 | 18  | Lance Stroll      | Aston Martin Aramco-Mercedes | 1.34,504 | 1.34,199 | N/A      | 192  |
| 15                 | 3   | Daniel Ricciardo  | AlphaTauri-Honda RBPT        | 1.34,683 | 1.34,308 | N/A      | 14   |
| 16                 | 4   | Lando Norris      | McLaren-Mercedes             | 1.34,703 | N/A      | N/A      | 14   |
| 17                 | 31  | Esteban Ocon      | Alpine-Renault               | 1.34,834 | N/A      | N/A      | 16   |
| 18                 | 24  | Zhou Guanyu       | Alfa Romeo-Ferrari           | 1.34,849 | N/A      | N/A      | 17   |
| 19                 | 81  | Oscar Piastri     | McLaren-Mercedes             | 1.34,850 | N/A      | N/A      | 18   |
| 20                 | 22  | Yuki Tsunoda      | AlphaTauri-Honda RBPT        | 1,36.447 | N/A      | N/A      | 20   |
| 107%-tid: 1.40,170 |     |                   |                              |          |          |          |      |
| Kilde:             |     |                   |                              |          |          |          |      |

Noter:
↑1 - Carlos Sainz Jr. blev givet en 10-plads straf efter at have udskiftet dele af hans motor.
↑2 - Lance Stroll blev givet en 5-plads straf for ikke at respektere gule flag under den anden træningssession.

## Resultat
| Pos.                                                             | Nr. | Kører             | Konstruktør                  | Omgange | Tid/Udgået  | Startpos. | Point |
| ---------------------------------------------------------------- | --- | ----------------- | ---------------------------- | ------- | ----------- | --------- | ----- |
| 1                                                                | 1   | Max Verstappen    | Red Bull Racing-Honda RBPT   | 50      | 1:29.08,289 | 2         | 25    |
| 2                                                                | 16  | Charles Leclerc   | Ferrari                      | 50      | +2,070      | 1         | 18    |
| 3                                                                | 11  | Sergio Pérez      | Red Bull Racing-Honda RBPT   | 50      | +2,241      | 11        | 15    |
| 4                                                                | 31  | Esteban Ocon      | Alpine-Renault               | 50      | +18,665     | 16        | 12    |
| 5                                                                | 18  | Lance Stroll      | Aston Martin Aramco-Mercedes | 50      | +20,067     | 19        | 10    |
| 6                                                                | 55  | Carlos Sainz, Jr. | Ferrari                      | 50      | +20,834     | 12        | 8     |
| 7                                                                | 44  | Lewis Hamilton    | Mercedes                     | 50      | +21,755     | 10        | 6     |
| 8                                                                | 63  | George Russell    | Mercedes                     | 50      | +23,0912    | 3         | 4     |
| 9                                                                | 14  | Fernando Alonso   | Aston Martin Aramco-Mercedes | 50      | +25,964     | 9         | 2     |
| 10                                                               | 81  | Oscar Piastri     | McLaren-Mercedes             | 50      | +29,496     | 18        | 21    |
| 11                                                               | 10  | Pierre Gasly      | Alpine-Renault               | 50      | +34,270     | 4         |       |
| 12                                                               | 23  | Alexander Albon   | Williams-Mercedes            | 50      | +43,398     | 5         |       |
| 13                                                               | 20  | Kevin Magnussen   | Haas-Ferrari                 | 50      | +44,825     | 8         |       |
| 14                                                               | 3   | Daniel Ricciardo  | AlphaTauri-Honda RBPT        | 50      | +48,525     | 14        |       |
| 15                                                               | 24  | Zhou Guanyu       | Alfa Romeo-Ferrari           | 50      | +50,162     | 17        |       |
| 16                                                               | 2   | Logan Sargeant    | Williams-Mercedes            | 50      | +50,882     | 6         |       |
| 17                                                               | 77  | Valtteri Bottas   | Alfa Romeo-Ferrari           | 50      | +1.25,350   | 7         |       |
| 183                                                              | 22  | Yuki Tsunoda      | AlphaTauri-RBPT              | 46      | Gearkasse   | 20        |       |
| 193                                                              | 27  | Nico Hülkenberg   | Haas-Ferrari                 | 45      | Motor       | 13        |       |
| 20                                                               | 4   | Lando Norris      | McLaren-Mercedes             | 2       | Uheld       | 15        |       |
| Hurtigste omgang: Oscar Piastri (McLaren) - 1.35,490 (omgang 47) |     |                   |                              |         |             |           |       |
| Kilde:                                                           |     |                   |                              |         |             |           |       |

Noter:
↑1 - Inkluderer point for hurtigste omgang.
↑2 - George Russell blev givet en 5-sekunders straf for at være skyld i et sammenstød med Max Verstappen.  Hans slutposition gik som resultat fra 4. til 8. pladsen.
↑3 - Yuki Tsunoda og Nico Hülkenberg udgik af ræset, men blev klassificeret som færdiggjort, i det at de havde kørt mere end 90% af ræsdistancen.

## Stilling i mesterskaberne efter løbet
| Pos. | Kører            | Point |
| ---- | ---------------- | ----- |
| 1    | Max Verstappen   | 549   |
| 2    | Sergio Pérez     | 273   |
| 3    | Lewis Hamilton   | 232   |
| 4    | Carlos Sainz Jr. | 200   |
| 5    | Fernando Alonso  | 200   |

| Pos. | Konstruktør           | Point |
| ---- | --------------------- | ----- |
| 1    | Red Bull-Honda RBPT   | 822   |
| 2    | Mercedes              | 392   |
| 3    | Ferrari               | 388   |
| 4    | McLaren-Mercedes      | 284   |
| 5    | Aston Martin-Mercedes | 273   |